# Hrvatska – Indonezija, prijateljska utakmica (1956.)
Međunarodna prijateljska nogometna utakmica Hrvatska – Indonezija 20. je službena utakmica hrvatske nogometne reprezentacije i unatoč tome što je odigrana u vrijeme kada je Socijalistička Republika Hrvatska bila dio Jugoslavije, Hrvatski nogometni savez ju je priznao kao službenu utakmicu, jer je odigrana uz dozvolu tadašnjeg Jugoslavenskog nogometnog saveza, igrala se pod hrvatskom zastavom, a uz jugoslavensku intonirana je i hrvatska himna Lijepa naša domovino.

## Utakmica

### Toni Pogačnik
Presudnu ulogu u dovođenju Indonezije u Hrvatsku imao je bivši hrvatski nogometni reprezentativac Antun "Toni" Pogačnik, koji je tada vodio indonezijsku reprezentaciju u njezinom najuspješnijem razdoblju. On je jedini izbornik koji je indonezijsku reprezentaciju odveo na Olimpijske igre. Bilo je to u Melbourneu 1956. godine gdje indonezijska reprezentacija bilježi i svoj najveći uspjeh, kada su u četvrtzavršnici odigrali neriješeno 0:0 s reprezentacijom SSSR-a koja je u ponovljenom susretu ipak slavila 4:0 i na kraju osvojila zlatno olimpijsko odličje predvođena nogometnim velikanom Lavom Jašinom.

### Istočnoeuropska turneja
Utakmica s Hrvatskom odigrana je upravo u sklopu turneje koju je indonezijska reprezentacija organizirala prije nastupa na Olimpijskim igrama u Melbourneu. Utakmica s Hrvatskom bila je osma od jedanaest utakmica na toj turneji koja je trajala 39 dana. Prvih šest utakmica Indonezija je odigrala protiv klubova diljem Sovjetskog saveza, ostvarivši pet poraza od klubova Neftyanik Baku 1:3, Dinamo Tbilisi 2:5, Shakhtyor Stalino (današnji Donjeck) 1:2, Avangard Harkov (današnji Metalist Harkiv) 1:2 i Trudovye Rezervy Lenjingrad (današnji Sankt Peterburg) 2:5 te jednu pobjedu protiv Krasnoye Znamya Ivanovo 2:0. Nakon toga su u nizu odigrali tri međudržavne utakmice, prvo s jugoslavenskom reprezentacijom u Beogradu, gdje su poraženi 2:4, zatim je odigrana ova zagrebačka utamica (2:5), a nakon nje utakmica protiv istočnonjemačke reprezentacije u Karl-Marx-Stadtu (današnji Chemnitz), gdje su opet poraženi (1:3). Turneju su završili s još dva poraza, od SC Einheit Dresden (današnji Dresdner SC) (1:4) i od "B" reprezentacije tadašnje Čehoslovačke (1:2).

### Sastavljanje momčadi
S obzirom na to da Hrvatska tada nije imala reprezentaciju, a samim tim ni izbornika, Hrvatski nogometni savez odredio je da će izborničku ulogu imati trojna komisija u sastavu: Bruno Knežević, Leo Lemešić i Franjo Wölfl, uz trenersku pomoć Ljube Benčića. Kako je Indonezija samo tri dana prije utakmice u Zagrebu igrala protiv Jugoslavije u Beogradu, izbornički trojac nije mogao računati na neke od najboljih hrvatskih igrača, Vladimira Bearu, Bruna Belina, Tomislava Crnkovića, Ivicu Horvata, Bernarda Vukasa i Branka Zebaca, koji su bili u sastavu jugoslavenske reprezentacije.

## Zapisnik
| 12. rujna 1956. 12.000 gledatelja                |           |                                |                                              |
| Hrvatska                                         | 5:2 (4:1) | Indonezija                     | Stadion Maksimir, Zagreb Sudac: Ezio Damiani |
| Matuš 9' Krstulović 13' Rebac 17', 54' Benko 43' | Detalji   | Tan Liong Houw 24' Witarsa 70' | Stadion Maksimir, Zagreb Sudac: Ezio Damiani |

|                                           | Ante Vulić           |          |          |          |
|                                           | Svemir Delić         |          |          |          |
|                                           | Ante Vidošević       |          |          |          |
|                                           | Stane Krstulović     | 13'      |          |          |
|                                           | Vladimir Klaić       |          |          |          |
|                                           | Ante Žanetić         |          |          |          |
|                                           | Sulejman Rebac       | 17', 54' | 17', 54' | 17', 54' |
|                                           | Željko Matuš         | 9'       |          |          |
|                                           | Dražan Jerković      |          | 46'      |          |
|                                           | Joško Vidošević      |          |          |          |
|                                           | Aleksandar Benko     | 43'      |          |          |
|                                           | Pričuvni igrači:     |          |          |          |
|                                           | Ivan Medle           |          | 46'      |          |
|                                           | Izbornička komisija: |          |          |          |
| Bruno Knežević Leo Lemešić i Franjo Wölfl |                      |          |          |          |
|                                           | Trener:              |          |          |          |
| Ljubo Benčić                              |                      |          |          |          |

|                | Maulwi Saelan      |     | 46' |
|                | Chairuddin Siregar |     |     |
|                | Thio Him Tjiang    |     |     |
|                | Sudjana Rukma      |     |     |
|                | Kwee Kiat Sek      |     |     |
|                | Tan Liong Houw     | 24' |     |
|                | Ade Dana           |     |     |
|                | Aang Witarsa       | 70' |     |
|                | Phoa Sian Liong    |     |     |
|                | Ashari Danu        |     | 46' |
|                | Djamiat Dalhar     |     |     |
|                | Pričuvni igrači:   |     |     |
|                | Paidjo             |     | 46' |
|                | Lie Kian An        |     | 46' |
|                | Izbornik:          |     |     |
| Antun Pogačnik |                    |     |     |
|                | Trener:            |     |     |
| Isa Basir      |                    |     |     |

## Vanjske poveznice
- Hrvatska - Indonezija 5:2, Hrvatski nogometni savez